# AOA의 음반 외 활동 목록

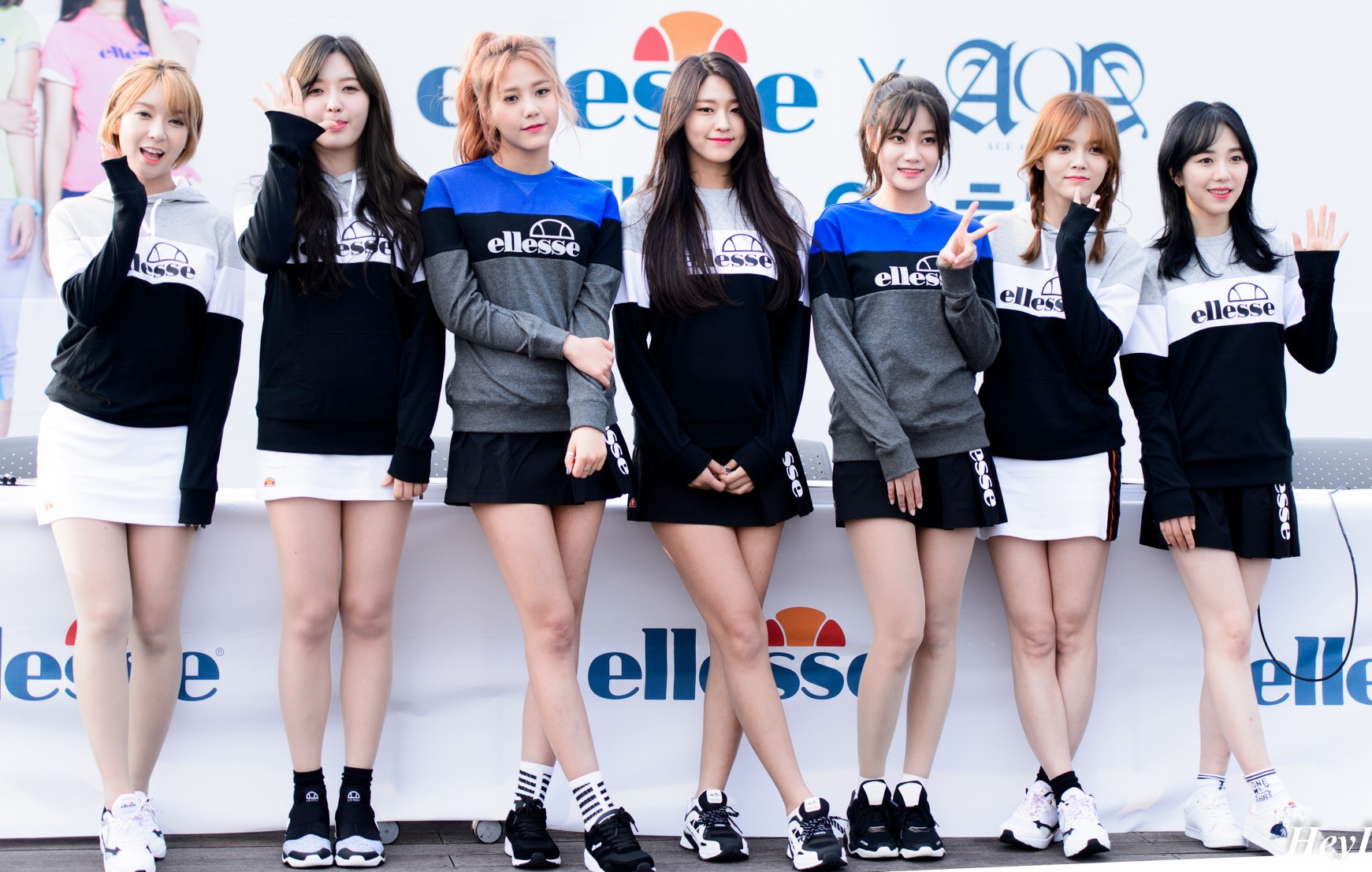
엘레쎄(ellesse) 팬사인회 행사에서 AOA

다음은 대한민국의 걸 그룹 AOA의 음반 외 활동 목록이다.

## 방송

### 고정
- 2015년 KBS2 《용감한 가족》 - (설현)
- 2015년 Mnet 《언프리티 랩스타》 - (지민)
- 2015년 MBC MUSIC 《AOA의 어느 멋진 날》 - (AOA)
- 2016년 온 스타일 《CHANNEL AOA》 - (AOA)

### 예능+교양 게스트
- 2012년 tvN 《더로맨틱 & 아이돌》 - (혜정)
- 2013년 tvN 《청담동 111》 - (AOA)
- 2014년 MBC every1 《주간 아이돌》 - (AOA)
- 2014년 tvN 《청담동 111 - N.Flying 스타가 되는 길》
- 2014년 KBS2 《위기탈출 넘버원》 - (AOA)
- 2014년 KBS2 《대국민 토크쇼 안녕하세요》 - (초아, 설현)
- 2015년 MBC 《마이 리틀 텔레비전》 - (초아)
- 2015년 네이버 tvcast 《맴을 열어봐》 - (AOA)
- 2015년 MBC 《스포츠특선 카!센터》 - (초아)
- 2015년 SBS 《동상이몽, 괜찮아 괜찮아》 - (지민)
- 2015년 SBS플러스 《날씬한 도시락》 - (지민, 유나, 혜정, 찬미)
- 2015년 MBC 《황금어장 라디오스타》 426회 - (초아)
- 2015년 KBS2 《대국민 토크쇼 안녕하세요》 231회 - (초아, 민아)
- 2015년 MBC 《황금어장 라디오스타》 437회 - (지민)
- 2015년 MBC 《미스터리 음악쇼 복면가왕》 26회 - (초아) - 오매, 단풍 들겄네
- 2015년 tvN 《SNL 코리아》 - (AOA)
- 2015년 MBC 《위대한 유산》 (찬미)
- 2015년 MBC every1 《주간 아이돌》 - (AOA)
- 2016년 MBC every1 《주간 아이돌》 - (AOA)
- 2016년 EBS 1TV 《생방송 톡!톡! 보니하니》3037회 - (AOA 크림)
- 2016년 SBS 《정글의 법칙》 - (설현)
- 2017년 EBS1 《글로벌 아빠 찾아 삼만리》- (찬미, 혜정, 지민) 특별출연
- 2020 SBS《런닝맨》-AOA 특별출연

## 연기 활동

### 드라마
- SBS 주말 특별기획 《신사의 품격》 - 나종석 딸 역 (혜정) (2012년 5월 26일 ~ 2012년 8월 12일)
- KBS2 주말연속극 《내 딸 서영이》 - 서은수 역 (설현) (2012년 11월 3일 ~ 2013년 3월 3일)
- SBS 주말 특별기획 《청담동 앨리스》 - 한세진 역 (혜정) (2012년 12월 1일 ~ 2013년 1월 27일)
- SBS 일일드라마 《못난이 주의보》 - 공나리 역 (설현) (2013년 5월 20일 ~ 2013년 11월 29일)
- KBS2 수목드라마 《칼과 꽃》 - 달기 역 (혜정) (2013년 7월 3일 ~2013년 9월 5일)
- KBS2 드라마 스페셜 《사춘기 메들리》 - 윤진영 역 (민아) (2013년 7월 10일 ~ 2013년 7월 31일)
- KBS2 주말연속극 《참 좋은 시절》 - 차해원 아역 (민아) (2014년 2월 22일 ~ 2014년 8월 10일) (김희선 아역) (1회~5회 특별출연)
- tvN 금요드라마 《꽃할배 수사대》 - 한설희 역 (민아) (2014년 5월 9일 ~ 2014년 7월 25일)
- SBS 주말극장 《모던 파머》 - 이수연 역 (민아) (2014년 10월 25일 ~ 2014년 12월 27일) (3회 ~20회)
- KBS2 금요미니시리즈 《오렌지 마말레이드》 - 백마리 역 (설현) (2015년 5월 15일 ~ 2015년 7월 24일)
- KBS 웹드라마 《프린스의 왕자》 - 박유나 역 (유나) (2015년 ~ 2015년)
- KBS2 주말연속극 《부탁해요 엄마》 - 고앵두 역 (민아) (2015년 12월 5일 ~2016년 2월 14일) (33회~54회)

### 영화
- 2015년 《강남 1970》 - 강선혜 역 (설현)
- 2017년 《살인자의 기억법》 - 김은희 역 (설현)
- 2018년 《안시성》 - (설현)

### 뮤지컬
- 《섬머 스노우》 - 설희 역 (유나) (2014년 4월 ~ )

## 광고
| 연도                  | 기업                         | 브랜드                              | 품목                                         | 국가     | 공동출연                                        |
| --------------------- | ---------------------------- | ----------------------------------- | -------------------------------------------- | -------- | ----------------------------------------------- |
| 2010                  | (주)스마트에프앤디           | 스마트                              | 교복                                         | 대한민국 | 설현, 데뷔전 출연                               |
| 2013                  | 한국존슨앤존슨               | 클린앤클리어                        | 화장품                                       | 대한민국 | 설현, (with 이세영)                             |
| 2014                  | 이펀컴퍼니                   | 티격태격                            | 모바일게임                                   | 대한민국 | AOA                                             |
| 2014                  | 푸디노에프앤디               | 강정이기가막혀                      | 치킨 프랜차이즈                              | 대한민국 | AOA                                             |
| 2014                  | 미즈노 코리아                | 미즈노                              | 의류(스포츠웨어)                             | 대한민국 |                                                 |
| 2014 ~ 2015           | (주)스베누                   | 스베누                              | 운동화                                       | 대한민국 | AOA                                             |
| 2014 ~ 2015           | (주)엠케이트렌드             | 버커루                              | 의류(청바지)                                 | 대한민국 | 설현, (with 강하늘)                             |
| 2014 ~ 2015           | 에이투엑스게임즈             | 환타지히어로                        | 판타지 액션RPG 모바일게임                    | 대한민국 | AOA                                             |
| 2015                  |                              |                                     |                                              | 대한민국 |                                                 |
| 케이알시(주)          | N.O.Q                        | 네일 브랜드                         | AOA                                          | 대한민국 |                                                 |
| 에이블씨엔씨          | 어퓨                         | 화장품                              | AOA                                          | 대한민국 |                                                 |
| 블랙캣 코리아         | 블랙캣                       | 자전거                              | AOA                                          | 대한민국 |                                                 |
| (주)엠케이트렌드      | NBA                          | 의류                                | 초아 (with 태양)                             | 대한민국 |                                                 |
| 남양유업              | 카와                         | 컵커피                              | 지민 (with 아이언, RM)                       | 대한민국 |                                                 |
| (주)미디어윌 네트웍스 | 알바천국                     | 구인구직 포털서비스                 | 초아, (with 유병재)                          | 대한민국 |                                                 |
| (주)컴투스            | 컴투스프로야구for매니저3     | 모바일게임                          | AOA                                          | 대한민국 |                                                 |
| SK텔레콤              | SK텔레콤 '이상하자 퓨전사극' | 통신사                              | 설현, (with 박해일, 차승원, 윤소희 외)       | 대한민국 |                                                 |
| SK텔레콤              | 루나(LUNA)                   | 휴대전화                            | 휴대폰                                       | 대한민국 |                                                 |
| SK텔레콤              | SK텔레콤 T전화               | 통신사                              | 설현, (with 연우진, 우현, 박철민, 이기영 외) | 대한민국 |                                                 |
| 비씨카드(주)          | 비씨카드 'RED 산타 페스티벌' | 신용카드                            | AOA                                          | 대한민국 |                                                 |
| 2015 ~ 2016           | (주)엔터식스                 | 엔터식스                            | 패션쇼핑몰                                   | 대한민국 | 설현                                            |
| 2015 ~ 2016           | 넥슨                         | 영웅의군단                          | 모바일게임                                   | 대한민국 | AOA                                             |
| 2015 ~ 2016           | (주)코리아델로스KD           | 치킨매니아                          | 치킨 프랜차이즈                              | 대한민국 | AOA                                             |
| 2016                  | 넥슨                         | 서든어택                            | 게이                                         | 대한민국 | 설현                                            |
| 2016                  | SK텔레콤                     | 솔(SoL)                             | 휴대전화                                     | 대한민국 | 설현                                            |
| 2016                  | SK텔레콤                     | 루나워치                            | 스마트워치                                   | 대한민국 | 설현                                            |
| 2016                  | SK텔레콤                     | SK텔레콤 생활플랫폼                 | 통신사                                       | 대한민국 | 설현, (with 조진웅, 태용 외)                    |
| 2016                  | 중앙선거관리위원회           | 4월 13일 제20대 국회의원선거        | 공익광고                                     | 대한민국 | 설현                                            |
| 2016                  | 젯아이씨(주)                 | 엘레쎄(ellesse)                     | 의류(스포츠웨어)                             | 대한민국 | AOA, 2017년부터 초아 단독모델                   |
| 2016                  | 한돈자조금                   | 한돈                                | 국산 돼지고기 홍보                           | 대한민국 | AOA                                             |
| 2016                  | (주)콜핑                     | 콜핑                                | 의류(아웃도어)                               | 대한민국 | 설현                                            |
| 2016                  | LG생활건강                   | 비욘드                              | 화장품                                       | 대한민국 | AOA                                             |
| 2016                  | 이랜드그룹                   | 스파오                              | 의류(캐쥬얼)                                 | ,        | AOA, (with EXO)                                 |
| 2016~2017             | 한국코라콜라(유)             | 스프라이트                          | 음료                                         | 대한민국 | 설현                                            |
| 2016~2017             | 미동앤씨네마                 | 유라이브(Urive)                     | 블랙박스                                     | 대한민국 | 설현                                            |
| 2016~2017             | 한국존슨앤존슨               | 뉴 원데이 아큐브 디파인             | 콘택트렌즈                                   | 대한민국 | 설현                                            |
| 2016~2017             | (주)LF                       | 헤지스 액세서리(HAZZYS ACCESSORIES) | 패션잡화                                     | 대한민국 | 설현, (with 고경표)                             |
| 2016~2017             | (주)이베이코리아             | G마켓                               | 온라인쇼핑몰                                 | 대한민국 | 설현 (with 2017년부터 김희철과 공동 모델)       |
| 2016                  | (주)더베이직하우스           | 마인드브릿지                        | 의류(비즈니스 캐쥬얼)                        | ,        | 설현, (with 주원(2016~2017년) 박해진(2018년))   |
| 2016                  | 애경                         | 케라시스 샴푸                       | 헤어케어                                     | 대한민국 | AOA                                             |
| 2016                  | DB손해보험                   | 다이렉트 자동차보험                 | 보험사                                       | 대한민국 | 설현, (with 우지원, 김지민, 샘 해밍턴 (2017년)) |
| 2016                  | DB손해보험                   | DB손해보험                          | 보험사                                       | 대한민국 | 지진희                                          |
| 2016                  | 롯데주류                     | 클라우드 맥주                       | 주류                                         | 대한민국 | 설현                                            |
| 2017                  | (주)직방                     | 직방                                | 부동산중개앱                                 | 대한민국 | 설현, (with 서강준)                             |
| 2017                  | (주)카카오                   | 여명 for Kakao                      | 모바일게임                                   | 대한민국 | 설현                                            |
| 2017                  | (주)LF                       | 라푸마(Lafuma)                      | 의류(아웃도어)                               | 대한민국 | 설현, (with 차은우)                             |
| 2017                  | 농심                         | 짜파게티                            | 식품                                         | 대한민국 | 설현                                            |
| 2017                  | 한국로레알                   | 비오템                              | 화장품                                       | 대한민국 | 설현                                            |
| 2017                  | 제이씨코리아주식회사         | 데싱디바 1초 젤 네일 매직프레스     | 글로벌 네일 브랜드                           | 대한민국 | 설현                                            |
| 2018                  | (주)GLAM.D                   | 글램디                              | 뷰티헬스케어 브랜드                          | 대한민국 | 설현                                            |
| (주)조이시티          | 캐리비안의 해적: 전쟁의 물결 | 모바일게임                          | AOA                                          | 대한민국 |                                                 |

## 기타

### 홍보대사
| 연도        | 활동명                                         |
| ----------- | ---------------------------------------------- |
| 2015        | 동아시안컵 홍보모델(AOA)                       |
| 2015        | 서울경찰청 선선선 캠페인 홍보대사(AOA)         |
| 2016 ~ 2018 | 한국방문의해 홍보대사(설현)                    |
| 2016        | 4·13 제20대 국회의원선거 홍보대사(설현)        |
| 2016        | SBS 함께 만드는 기쁨 이미지 캐릭터&로고송(AOA) |